# 刘永治
刘永治（1944年11月—）河南鄢陵人。中國人民解放軍將領，1963年11月加入中国共产党。1991年6月晋升为少将军衔，2000年7月晋升为中将军衔。2006年6月24日晋升为上将军衔。2010年2月任全国人大教科文卫委员会副主任委员。

## 履历
- 1999年4月任南京军区政治部主任、军区党委常委，
- 2000年12月任南京军区副政治委员、军区党委常委。
- 2002年10月任兰州军区政治委员、军区党委书记。
- 2004年12月任解放军总政治部副主任、总政治部党委委员。

2009年12月刘永治正式从总政治部副主任位置上退休。
- 中共第十六、十七屆中央委員。